# 四硒代钨酸铵
四硒代钨酸铵是一种无机化合物，化学式为(NH4)2WSe4。可用于制备硒化钨薄膜。

## 制备
将过量的三氧化钨加入至氨水中，反应后过滤得到钨酸铵溶液，反应体系用氮气充满后，通入硒化氢至饱和，发生放热反应，溶液变成暗棕色，冷却后析出绿色晶体(NH4)2WSe4。（注：如果反应不完全，析出的是红色晶体(NH4)2WSe2O2。）

## 化学性质
和其它铵盐一样，四硒代钨酸铵受热会分解。在减压（11mmHg N2）下按下式分解：
{\displaystyle {\ce {(NH4)2WSe4 -> 2 NH3 ^ + H2Se ^ + WSe3}}}
分解温度为230℃。产物三硒化钨在230~305℃分解为二硒化钨和硒，305~470℃时二硒化钨分解为单质。
在常压氮气中按下式分解，分解分为两步：
{\displaystyle {\ce {(NH4)2WSe4 -> 2 NH3 ^ + H2Se ^ + WSe3}}}
{\displaystyle {\ce {H2Se <=> H2 ^ + Se}}}
{\displaystyle {\ce {WSe3 <=> Se2 + Se}}}